# Antoine et Manuel
Antoine et Manuel, souvent écrit Antoine + Manuel, est un atelier de création graphique et de design créé en 1993 à Paris par Antoine Audiau et Manuel Warosz.

## Description
Ce duo de designer s'est rencontré au lycée. Antoine Audiau et Manuel Warosz sont amis depuis 1984 et travaillent ensemble depuis les années 1990,,. 
Le duo explore plusieurs voies, dans des domaines variés. Dans l'art contemporain, ils se rapprochent d'Yvon Lambert, et travaillent par exemple pour la collection Lambert à Avignon,. Dès 1996, ils collaborent à de nombreuses expositions, par exemple pour le musée des arts décoratifs de Paris,, ou encore pour le musée de la Publicité. Dans la mode, ils créent notamment pour Christian Lacroix des dessins raffinés dans des techniques d'impression luxueuses, mais aussi les cartons d'invitations pour ses défilés,,,. Ils ont réalisés plusieurs affiches comme l'affiche de la FIAC 2013, ou encore les affiches pour le festival chorégraphique de Tours ou la Comédie de Clermont-Ferrand, etc.

### Expositions personnelles
- Exposition Antoine et Manuel, graphiste et designer, musée des arts décoratifs de Paris (MAD),  du 15 janvier au 3 mai 2009

- Exposition Antoine+Manuel Graphic Village, Heritage Museum, Hongkong, du 28 novembre 2009 au 17 février 2010
- Galerie Claire Gastaud, Clermont-Ferrand en juin-août 2010 puis juin-août 2012
- Les Fils du Calvaire, Chapelle des Calvairiennes, Mayenne, du 23 mai au 6 juillet 2014
- Vidéo monumentale Eat Me à l'occasion de la Nuit Blanche Melbourne, Australie, 19 février 2015
- Vidéo monumentale Animal, Barr Smith Library, Adélaïde, Australie, mars 2018
- Exposition Animal, dessins, galerie Gag project, Adélaïde, Australie, avril 2018
- Exposition Antoine Audiau Collection Lambert en Avignon, du 19 mars au 24 avril 2022